# Internet Explorer Mobile
Internet Explorer Mobile ou IE Mobile (autrefois appelé Pocket Internet Explorer ou PIE avant Windows Mobile 5.0) est un navigateur web développé  et Microsoft pour Pocket PC et Handheld PC qui est  par défaut avec Windows Mobile, Windows CE pour Handheld PC et Windows Phone.
Autrefois, son comportement était proche d'Internet Explorer 6 et 7 ; cependant, il n'est pas basé sur le même moteur de rendu. 
Désormais livré avec Windows Phone, le navigateur reçoit des mises à jour équivalentes à la version de bureau, pour rejoindre le niveau d'Internet Explorer 10.